# Hudba Praha
Hudba Praha byla česká rocková kapela, která existovala (s přestávkou 1996 až 1999) v období 1984 až 2015.
O skupině Hudba Praha Band či Michal Ambrož a Hudba Praha, s nimiž je často zaměňována, pojednávají samostatné články.

## Období před Hudbou Praha (do roku 1984)
Hudba Praha byla pokračováním kapely Jasná Páka vzniklé v roce 1981 kolem kytaristy a song-writera Michala Ambrože a tehdejšího frontmana, akademického malíře Vladimíra "Dády" Albrechta. V kapele působily další osobnosti české hudební scény – David Koller (bicí), Jan Ivan Wünsch (baskytara), Bohumil a Vladimír Zatloukalovi (kytary). Jasná Páka byla pravděpodobně největším objevem československé klubové scény na začátku 80. let. Pestrá směsice pub-rocku, punku okořeněného prvky nové vlny (oblečení, někdy pomalované obličeje) skloubená se starým rhythm & blues a neotřelým, syrovým písničkářstvím ji od samého počátku předurčovaly do přední pozice české nové vlny.
Charakteristickým znakem její hudby se staly ječivé dívčí sbory (Zdena Pištěková, Markéta Vojtěchová a později také Alena Daňková) postavené do kontrastu s mužskými hlasy a syrový sound kytar.
Jasná Páka se následkem Trojanova seznamu zakázaných kapel a článku „Nová vlna se starým obsahem“ v časopise Tribuna ocitla na černé listině. Celostátní zákaz hraní, odstoupení zřizovatele a následné napětí v kapele pomalu vedly k jejímu konci. Vedoucímu Michalu Ambrožovi zbývaly jen dvě možnosti – buď sestoupit do undergroundu a hrát dál pro omezený počet posluchačů po soukromých bytech či stodolách s možností postihu represivními složkami nebo postavit nový soubor a pod jiným názvem vystupovat „na starých známých místech“, tedy v klubech jako Chmelnice, Litochleby či Opatov. Navíc se Ambrožovi zdálo, že se onen model divokých pub-punkových jasnopákovských vypalovaček poněkud vyčerpal, a tak začal hledat ke svým textovým sdělením jiný hudební výraz.

## Hudba Praha – období první (1984–1996)
Během doby temna, která se rozhostila po zákazu Jasné Páky, Michal Ambrož kapelu přestavil a použil tehdy hojně používaný trik – přejmenoval soubor na Hudbu Praha. Tento název vymyslel děda baskytaristy Jiřího Plecha Novotného, který bydlel ve střešovickém domku sloužícím jako společná zkušebna několika pražským skupinám. Stařík ležel neustále v posteli a když kolem něj hudebníci procházeli, nadšeně je zdravil: „Á! Hudba…! Praha…!“ Diváci, kteří od května 1984 (tehdy skupina poprvé vystoupila v Juniorklubu Na Chmelnici) začali chodit na koncerty nového Ambrožova seskupení Hudba Praha, se nestačili divit.
„Agrese byla ta tam, místo ní přišel elegantní zvuk s výraznými melodickými písničkami a velice smutnými texty, vyjadřujícími neuchopitelnost tohoto světa. Něco, nějak, někde. Posluchači začali Hudbě Praha vzhledem k její předchůdkyni Jasné Páce vyčítat příklon k popu. Jenže málokdo si uvědomil, že Hudba Praha jako první poznala, že i tzv. komerčnost je v podstatě prostor, v němž lze rozvinout jakýsi druhý plán – sdělení,“ píše v knize Excentrici v přízemí Josef „Zub“ Vlček. V Encyklopedii jazzu a populární hudby stroze dodává, že „texty většinou obsahují nahořklá témata nenaplněných lidských vztahů a nedorozumění“, přičemž skupina přiznává ovlivnění elektrifikovaným folkem.
Michal Ambrož ještě před vznikem Jasné Páky také folkařem byl, proto onen důraz na texty, jejichž „hořkosladká nálada, má určitě dnes blíže písničkářům, než k módnímu funkovému rocku“ (Vlček, Excentrici v přízemí).
Důležitý byl také výběr spoluhráčů, jimiž se Ambrož obklopil. Hudbu Praha opustil David Koller následující Bohumila Zatloukala do 5P (tehdy profesionální kapely Luboše Pospíšila) a „Dáda“ Albrecht, který se chtěl nadále věnovat jenom malování. Z bývalé sestavy tedy zůstal jen veterán Jan Ivan Wünsch, Vladimír Zatloukal a zpěvačky Markéta Vojtěchová a Zdena Pištěková, které zanedlouho doplnila na trio Alena Daňková. Za bicí usedl nejdříve Libor Kubánek a v roce 1985 ho vystřídal Ludvík „Eman E. T.“ Kandl. Obsazení také doplnily tři nové nástroje: klávesy – Tomáš „Bond“ Volák, tenorsaxofon – Vítek Malinovský a altsaxofon – Karel Malík. Koncem osmdesátých let nastoupila zpěvačka Jarmila „Jamajka“ Koblicová a vrátil se Bohumil Zatloukal.
Během druhé poloviny osmdesátých let se Hudba Praha stala jednou z nejoblíbenějších pražských klubových kapel. Cestovala po celé republice, vystupovala po klubech, kulturních sálech, hospodách i na venkovských tancovačkách. Repertoár se každoročně zkoušel na letních soustředěních u Ambrožů na mlýně v Okrouhlici. Premiéry nových skladeb se vždy předváděly v místním kulturním domě, kde se párkrát objevil i dramatik Václav Havel.
Popularita kapely byla v té době tak obrovská, že byly některé její písně dokonce vydány na oficiálním nosiči. Tahanice a spory měly za následek podivuhodný patvar, nad kterým se laik divil a odborník žasl – místo standardního LP vzniklo roku 1988 jako dvojité EP nazvané Hudba Praha. Kompletní album Hudba Praha vydal tehdy Panton pouze na kazetě. V roce 1990 a 2001 vydal jeho reedici na CD znovu Panton a o tři roky později EMI.
V roce 1992 vyšlo koncertní album 10 let Hudby Praha – Jasná Páka! se záznamem koncertu v pražské Lucerně z 8. prosince 1991. Na začátku devadesátých let se vokální trio zúžilo na duet tvořený Jamajkou Koblicovou a novou vokalistkou Danielou Čelkovou. V této sestavě vyšlo roku 1993 u společností EMI/Monitor druhé studiové album Maelstrom. V roce 1994 vydal Reflex Records výběrové album Starý pecky, zachycují písně z celé historie kapely, a v roce 1995 vyšlo pod značkou Bonton Music třetí studiové album Maják (jeho reedici vydalo roku 2004 EMI).
První epochu Hudby Praha uzavřel rok 1996. Důvodem bylo přetížení skupiny a sólové projekty jejích členů. V tu dobu se mělo zato, že kapela provždy končí svoji činnost, a Bonton vydal „poslední“ album Divoký srdce, jehož název následně nesla i nová kapela Michala Ambrože. Následovalo velké české turné a pak bylo toto období symbolicky zakončeno 6. listopadu 1996 vystoupením v pražské Lucerně, jehož záznam vydal Bonton na koncertním dvoualbu Nashledanou a které natáčela televize.

## Hudba Praha – období druhé (1999–2009)
Prvního června 1999 zemřel Jan Ivan Wünsch, krátce před charitativním Koncertem pro Kosovo, kterého se Hudba Praha měla po tříleté odmlce zúčastnit. Do kapely přišel baskytarista Jiří Jelínek a Hudba Praha nakonec s velkým úspěchem vystoupila. Dílem nostalgie a dílem nátlaku příznivců kapely se bývalí členové sešli a probudili kapelu opět k životu.
Nadešlo období aktivní koncertní činnosti a na podzim roku 2006 slavila kapela označovaná tou dobou Jasná páka/Hudba Praha pětadvacáté výročí založení. V roce 2006 skupina oslavila 25. výročí od založení a vstoupila do Beatové síně slávy. V roce 2007 vydalo EMI koncertní dvoualbum 25 pecek se záznamem vystoupení z 6. prosince 2006 v pražské Akropolis, které vyšlo rovněž na DVD. Videodisk obsahuje záznam „mikulášského“ koncertu, několik archivních snímků a dokumentární film Společenství Jasná páka režiséra Olivera Maliny Morgensterna.
V prvních pěti letech došlo opět ke změnám sestavy, po odchodu Ludvíka Kandla přišel za bicí Michael „Šimon“ Šimůnek, vokalistku Danielu Čelkovou nahradila nejdříve Karolina Skalníková, posléze Petra Studená a jako host se stále častěji začal uplatňovat zpěvák a showman Petr Váša. Na začátku 2009 z kapely odešla Petra Studená a po vleklých rozporech i Jarmila „Jamajka“ Koblicová a Bohumil Zatloukal.

## Hudba Praha – období třetí (2009–2014)
Zanedlouho do Hudby Praha nastoupila posila – dvě mladé zpěvačky, studentky mezinárodní konzervatoře, Kristýna „Týna“ Peteříková a Alena „Álla“ Sudová, a začalo období zkoušení koncertního repertoáru v novém složení. V den desátého výročí úmrtí Ivana Wünsche se v pražské Akropoli konal vzpomínkový večer spojený s křtem knížky o JIW Bav se s volem o sobotě, sestavené Vojtěchem Lindaurem, při němž spoluúčinkavalo trio Vladimír Mišík, Jaroslav „Olin“ Nejezchleba a Pavel Skála. Ke kapele se tehdy připojil bývalý saxofonista Vítek Malinovský a v srpnu 2009 novou sestavu Hudby Praha doplnil.
Na podzim 2009 se začalo nahrávat nové studiové album De Generace, první po čtrnácti letech od Divokého srdce. Obsahem jsou nejen úpravy starších skladeb, ale také řada novinek. Album má ve srovnání se svými předchůdci trochu jiný, plnější zvuk a naznačuje nový směr, ke kterému se kapela ve svém vývoji propracovala. Od roku 2010 Hudba Praha pokračovala v pilné koncertní činnosti a roku 2013 vydala kompilační album …all the Best obsahující reedice starých hitů a tři zcela nové studiové skladby.
Rok 2014 se již začal nést v duchu vnitřních neshod o směřování kapely. Následně, při posledním koncertu této sestavy, který se uskutečnil 11. prosince 2014 v pražské Starobaráčnické rychtě, začal vedoucí kapely Michal Ambrož pociťovat silné příznaky vážného onemocnění a v důsledku toho byla koncertní činnost na dobu neurčitou přerušena. V době léčby Michala Ambrože se kapela snažila najít všem vyhovující způsob koncertování, ale ani po zotavení kapelníka ho nenašla. Pokus o oživení kapely ještě nastal na posledním nezdařeném soustředění 31. května 2015 u kapelníka v Okrouhlici, pro rozdílné představy o hudebním směřování kapely ale došlo k definitivnímu ukončení její činnosti.

## Následníci Hudby Praha od roku 2015
Po rozpadu Hudby Praha vznikly dva soubory, které více či méně navázaly na její tradici. Příznivci obou uskupení je dosud často zaměňují s původní Hudbou Praha.
Tou první je Hudba Praha Band z poloviny sestávající z bývalých členů Hudby Praha a původní Jasné páky (Vladimír Zatloukal – kytara, zpěv; Bohumil Zatloukal – kytara, zpěv; Jiří Jelínek – baskytara; Tomáš Stoukal – bicí; Jakub Douda – tenorsaxofon; Jamajka Koblicová – zpěv; Lucie Lu Jandová – zpěv; Zdeněk Hnyk – kytara, zpěv).
Druhou je Michal Ambrož a Hudba Praha, ve které kromě Michala Ambrože (a častého hosta Davida Kollera) působí samí noví členové, někteří jsou členy nové Jasné páky (Michal Ambrož – zpěv; Michal Pelant – kytara; Radovan Jelínek – kytara; Jakub Vejnar – baskytara; Martin Kopřiva – bicí; Matěj Belko – kytara, klávesy; Jakub Doležal – tenorsaxofon; Markéta Tošovská Foukalová a Tereza Kopáčková – vokály).

## Diskografie
- Jasná páka – 1985
- Jasná páka – Nashledanou – 1985
- Hudba Praha – 1988
- Hudba Praha – 1990
- Jasná páka – 1990
- Hudba Praha – 1991

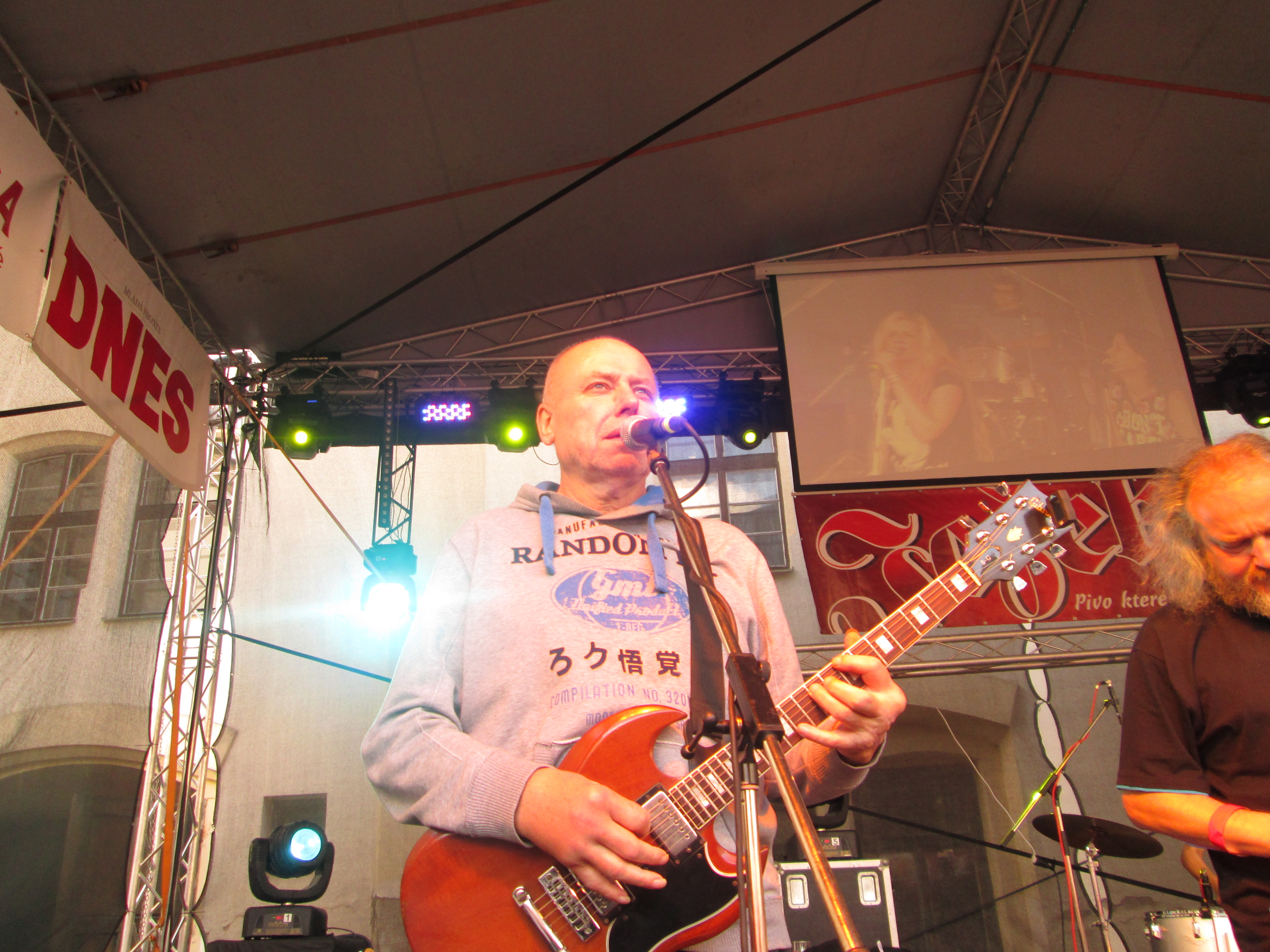
Vedoucí kapely Michal Ambrož na pivovarských slavnostech 20. června 2014 v Jihlavě

- 10 let Hudby Praha / Jasná páka – 1992
- Maelström – 1993
- Starý pecky (a tak dál…) – 1994
- Maják – 1995
- Divoký srdce – 1996
- Nashledanou – 1997
- Jasná páka – od začátku do konce – 2001
- 25 pecek – 2007
- De Generace – 2010
- …all the Best – 2013

Poznámka: alba Hudba Praha, Maelström a Maják vyšla také v reedicích

## Složení kapely
- Michal Ambrož – kytara, zpěv
- Vladimír Zatloukal – kytara, zpěv
- Jiří Jelínek – baskytara
- Vítek Malinovský – saxofon, zpěv
- Karel Malík – saxofon, zpěv
- Michael Šimůnek – bicí
- Alena Sudová – zpěv
- Kristýna Peteříková – zpěv